# Carabus regalis
Carabus regalis es una especie de insecto adéfago del género Carabus, familia Carabidae. Fue descrita científicamente por Fischer von Waldheim en 1820.
Habita en Kazajistán, Mongolia y Rusia.